# Calle Procuradores
La Calle Procuradores es una calle ubicada en la zona monumental de la ciudad del Cusco, Perú. Desde 1972 la vía forma parte de la Zona Monumental del Cusco declarada como Monumento Histórico del Perú. Asimismo, en 1983 al ser parte del casco histórico de la ciudad del Cusco, forma parte de la zona central declarada por la UNESCO como Patrimonio Cultural de la Humanidad. y en el 2014, al formar parte de la red vial del Tawantinsuyo volvió a ser declarada como patrimonio de la humanidad.
Durante el incanato, esta vía separaba las dos canchas donde se encontraban los palacios de dos panacas reales. Qasana, el palacio de Pachacútec, se ubica a su lado suroeste y Coracora, el palacio de Inca Roca Durante los últimos años de la época colonial, fue conocida como la calle de los procuradores debido a que, con la instalación de la Real Audiencia del Cusco, la residencia de los procuradores de esta se ubicó en esta calle.
En la actualidad, la vía aloja varios establecimientos de hospedajes, restaurantes y agencias de viaje. Es también el punto central de la oferta informal de estos servicios así como de venta de drogas.